# Warren Spahn
Warren Edward Spahn (Buffalo, N.Y., 23 de abril de 1921 – Broken Arrow, Oklahoma, 24 de noviembre de 2003) fue un beisbolista estadounidense apodado Hooks (Gancho), es considerado por muchos como el más destacado lanzador zurdo de la historia de las Grandes Ligas. Jugó como lanzador zurdo en 1942 y luego desde 1946 hasta 1965, sobre todo para los Boston Braves, que se convirtieron en los Milwaukee Braves después de que el equipo se mudó al oeste antes de la temporada de 1953. También jugó con los Nueva York Mets y con los San Francisco Giants al final de su carrera. Su carrera en el béisbol fue interrumpida por su servicio militar en el Ejército de los Estados Unidos durante la Segunda Guerra Mundial. [2] Nacido y criado en Buffalo, Nueva York, Spahn asistió a South Park High School. Con 363 victorias en el lapso de su carrera como jugador de béisbol de 21 años, Spahn tiene el récord de Grandes Ligas de más victorias de carrera para un lanzador zurdo y la mayor cantidad para un lanzador que jugó toda su carrera en el post-1920 -era de la pelota viva. [3] Fue un jugador All-Star que en 17 veces ganó 20 juegos o más en 13 temporadas, incluyendo un récord de 23-7 cuando tenía 42 años. [1] Spahn ganó el premio Cy Young de 1957 y fue en tres ocasiones- subcampeón en el tiempo durante el período en el que solo se otorgó un premio para ambas ligas. En el momento de su retiro en 1965, Spahn ostentaba el récord de las Grandes Ligas de ponches de un lanzador zurdo en su carrera. [4] Fue elegido para el Salón de la Fama del Béisbol en su primer año de elegibilidad en 1973 con el 82,89% de los votos. [2] El premio Warren Spahn, es otorgado anualmente al mejor lanzador zurdo de las ligas mayores, recibe su nombre en su honor. [5] Considerado como un lanzador de "hombre pensante" al que le gustaba burlar a los bateadores, Spahn describió una vez su enfoque en el montículo: "Batear es sincronización. Lanzar es alterar la sincronización". [6]

## Inicios en el béisbol en las ligas menores
Primero firmado por los Boston Braves, antes de la temporada de 1940, Spahn hizo su debut en las Grandes Ligas con los Boston Braves en 1942, pero solo vio acción en cuatro ocasiones por decisión técnica, permitiendo quince carreras (diez limpias) en 15 innings y dos tercios, cuando a la edad de 20 años, se enfrentó con el mánager Casey Stengel, quién lo envío a las Ligas Menores, después de que se negó a lanzar al bateador de los Brooklyn Dodgers Pee Wee Reese en un juego de exhibición. Fue a parar a las Ligas Menores con el equipo de Hartford, con quienes logró una marca de 17-13 con 1.96 de carreras limpias. ERA. En 1941, Spahn estalló y ganó 19 juegos contra 6 derrotas con una efectividad de 1.83 mientras lanzaba para los Evansville Bees de Clase B de la Liga Illinois-Indiana-Iowa. Spahn terminó la temporada de 1942 con un récord de 17-12 para los Hartford Bees de la Class-A Eastern Leagu. Casey Stengel dijo más tarde "que era el peor error que le había hecho a un chico que se convirtió en héroe de guerra y uno de los lanzadores zurdos más grandes que jamás se haya visto". Los Boston Braves de 1942, terminaron penúltimos y Stengel fue despedido al año siguiente. Spahn se reunió con su primer mánager 23 años más tarde con el equipo colero de los Nueva York Mets y en referencia al éxito de Stengel con los Yankees de 1949 a 1960, bromeó: "Probablemente soy el único que ha jugado para Casey antes y después de que fuera un genio".

## La Segunda Guerra Mundial
Junto con muchos otros jugadores de las Ligas Mayores, Spahn decidió alistarse en el ejército de los Estados Unidos durante la Segunda Guerra Mundial, después de terminar la campaña de 1942 en las Ligas Menores. Sirvió con distinción y gallardía y fue condecorado con un Corazón Púrpura y la Estrella de Bronce. Vio acción en la Batalla de las Ardenas (Bélgica y Luxemburgo) en diciembre/enero de 1944/45 y en el puente de Ludendorff (Remagen, Alemania) en marzo de 1945, como ingeniero de combate.
Warren Spahn regresó a las Ligas Mayores en 1946 a la edad de 25 años, habiendo perdido tres temporadas completas. De haberlas jugado, es posible que Spahn hubiese finalizado su carrera atrás solo de Walter Johnson y de Cy Young como los pitchers ganadores de todos los tiempos. Spahn no entendió el impacto de la guerra en su carrera.
- La gente dice que mi ausencia en las Grandes Ligas me costó el ganar 400 juegos. Pero yo no lo creo así. Maduré en 3 años y pienso que estoy mejor preparado para los bateadores de las Ligas Mayores a los 25 que a los 22 años. También he lanzado hasta los 44 años. Quizá no lo hubiese hecho de tal manera.

Spahn adquirió el apodo de "Hooks", (Gancho), no tanto por su pitcheo, sino por la forma prominente de su nariz. Una vez había sido golpeado en la cara por una pelota lanzada que no esperaba y su nariz rota se asemejó a un gancho. En la última temporada de Spahn, durante su paso por los Mets, Yogi Berra salió del retiro brevemente y atrapó 4 juegos, uno de ellos con Spahn lanzando. Yogi dijo más tarde a los periodistas: "No creo que seamos la batería más vieja, pero ciertamente somos las más feas".
Spahn era conocido por una patada muy alta en su lanzamiento, al igual que su posterior compañero de equipo de los Giants, Juan Marichal. Las secuencias de fotos muestran que esta patada alta sirvió para un propósito específico. Como zurdo, Spahn pudo no solo observar a cualquier corredor en primera base, sino también evitar telegrafiar si estaba entregando al home o a la primera base, lo que obligó al corredor a permanecer cerca del cojín. A medida que su bola rápida decaía, Spahn se adaptó y confió más en la ubicación, los cambios de velocidad y un buen juego de tornillos (screw ball). Lideró o compartió el liderazgo en la Liga Nacional en victorias en 1957-1961 (36 a 40 años de edad).
Spahn también fue un buen bateador, conectó al menos un jonrón en 17 temporadas consecutivas y terminó con un récord de la Liga Nacional para lanzadores, con 35 jonrones. Wes Ferrell, quien pasó la mayor parte de su tiempo en la Liga Americana, tiene el récord general de lanzadores, con 37. Spahn registró un promedio de bateo de .194 (363 de 1872) con 141 carreras, 57 dobles, 6 triples , 94 bases por bolas y 189 impulsadas . También impulsó 10 o más carreras nueve veces, con un récord personal de 18 en 1951. En 1958 bateó un fuerte .333 (36 de 108). En ocho juegos de Serie Mundial, bateó .200 (4 de 20) con 4 carreras impulsadas y 1 base por bolas. [1]

## Boston Braves
En 1947, Spahn lideró la Liga Nacional en efectividad y registró un récord de 21-10. [1] Fue la primera de sus trece temporadas con 20 victorias. Spahn también ganó dos títulos más de efectividad, en 1953 y 1961. [1]
El 11 de junio de 1950, Spahn y el lanzador Bob Rush de los Chicago Cubs se robaron una base el uno contra el otro. Ningún lanzador oponente volvió a robar una base en el mismo juego hasta el 3 de mayo de 2004, cuando Jason Marquis y Greg Maddux repitieron la hazaña. [11] [12]
En 1951, Spahn permitió el primer hit de su carrera a Willie Mays, un jonrón. Mays había comenzado su carrera 0 de 12, y Spahn respondió a los reporteros después del juego, citando la distancia entre el plato de home y el montículo del lanzador de 60 pies y 6 pulgadas (18,44 m), "Señores, durante los primeros 60 pies, que fue un lanzamiento increíble ". Spahn bromeó mucho tiempo después: "Nunca me perdonaré a mí mismo. Podríamos habernos deshecho de Willie para siempre si lo hubiera golpeado". (En 1962, otro miembro del Salón de la Fama conectó el primer jonrón de su carrera frente a Spahn: Sandy Koufax, quien solo pegó a otro). Los Braves llegaron a la Serie Mundial frente a Cleveland en 1948 perdiéndola en seis juegos. Las estadísticas de Warren Spahn en 3 juegos fueron : 1-1, y ERA de 3.00. En el último año del equipo en la ciudad de Boston (1952) bajó su promedio a 14-19, a pesar de un respetable ERA de 2.98.
Según el exjugador de los Cardinals, Solly Hemus, Spahn, junto con su compañero de equipo Lew Burdette , usaban periódicamente insultos antisemitas mientras estaban en el montículo. [13]

## "Reza por la lluvia"
El compañero de equipo de Spahn, Johnny Sain, fue el as del equipo de los Braves de 1948, ganador del banderín, con un récord de victorias y derrotas de 24-15. Spahn tuvo un récord de 15-12 mientras que, contrariamente a la leyenda, sus compañeros de equipo Bill Voiselle (13-13) y Vern Bickford (11-5) también lanzaron bien.
En honor al dúo de lanzadores, el editor de deportes del Boston Post , Gerald V. Hern, escribió este poema que los medios populares finalmente condensaron en "Spahn and Sain and Pray for Rain":
Primero usaremos Spahn,
luego usaremos Sain
Luego un día libre
seguido de lluvia
Volverá Spahn
seguido de Sain
Y seguido
esperamos
por dos días de lluvia.
El poema se inspiró en la actuación de Spahn y Sain durante la campaña de banderines de los Bravos en 1948. El equipo barrió una doble cartelera del Día del Trabajo , con Spahn lanzando una victoria completa en 14 entradas en el primer partido y Sain lanzando una blanqueada en el segundo juego. Después de dos días libres, llovió. Spahn ganó al día siguiente y Sain ganó al día siguiente. Tres días después, Spahn volvió a ganar. Sain ganó al día siguiente. Después de un día libre más, los dos lanzadores regresaron y ganaron otra doble cartelera. Los dos lanzadores habían tenido marca de 8-0 en 12 días. [9]
Otros dichos se han derivado de "Spahn y Sain y rezan para que llueva". Por ejemplo, algunos se refirieron a la rotación desequilibrada de los Gigantes de San Francisco de 1993 como " Burkett y Swift y recen por la deriva de la nieve". [dieciséis]

## Milwaukee Braves
En 1957, Spahn fue el as del campeón Milwaukee Braves. Spahn lanzó para otros dos ganadores del banderín de los Braves, en 1948 y 1958. Spahn lideró la Liga Nacional en ponches durante cuatro temporadas consecutivas, desde 1949 hasta 1952 (empatado con Don Newcombe en 1951), que incluye un máximo de 18 ponches (entonces el récord de la Liga Nacional) en una aparición de 15 entradas el 14 de junio de 1952. Warren Spahn rechazó una oferta de pago de $.10 de acuerdo a cada aficionado que asistiese a los eventos. Tal decisión ha sido considerada errónea, pues en el primer año de los Braves en Milwaukee (1953), la fanaticada se incrementó considerablemente. Además consiguió su mejor racha de temporadas consecutivas con 20 o más victorias durante los años 1956 a 1961.
En esa época alcanzó dos veces seguidas con su equipo la Serie Mundial de 1957 y 1958 frente al mismo equipo: los Yankees. Ambas se extendieron a siete juegos. Ganaron el primer clásico y fueron derrotados el siguiente. Los números de Spahn fueron, en dos juegos en 1957 : 1-1, 4.70 ERA; y en tres juegos en 1958: 2-1, 2.20 ERA.
Durante la Serie Mundial de 1957, Sal Maglie de los Yankees, incapaz de lanzar en la serie porque fue adquirido demasiado tarde en la temporada, vio los juegos con Robert Creamer de Sports Illustrated e hizo evaluaciones de los jugadores. Cuando Spahn estaba lanzando, Maglie observó que los bateadores tenían que intentar batear pelotas al campo opuesto contra Spahn, ya que era más probable que las sacara si intentaban jalar la pelota. [17]
Spahn sostuvo que "un lanzador necesita dos lanzamientos, uno que está buscando y otro para cruzarlos". Por lo tanto, pudo mantener su posición como uno de los mejores lanzadores del juego hasta su decimonovena temporada en el deporte. Esto fue ejemplificado por su apertura el 2 de julio de 1963. Frente a los Gigantes de San Francisco , Spahn, de 42 años, se vio atrapado en un duelo de lanzadores con Juan Marichal, de 25 años . El marcador seguía siendo 0-0 después de más de cuatro horas cuando Willie Mays conectó un jonrón solitario ganador del juego frente a Spahn con un out en la parte baja de la 16.ª entrada. El gerente de Marichal, Alvin Dark, visitó el montículo en las entradas 9, 10, 11, 13 y 14, y se le habló de eliminar a Marichal cada vez. Durante la visita de la 14.ª entrada, Marichal le dijo a Dark: "¿Ves a ese hombre lanzando para el otro lado? ¿Sabes que el hombre tiene 42 años? Yo solo tengo 25. Si ese hombre está en el montículo, nadie va para sacarme de aquí ". [19] Marichal terminó lanzando 227 lanzamientos en la victoria completa del juego 1-0, mientras que Spahn lanzó 201 en la derrota, permitiendo nueve hits y una base por bolas. El miembro del Salón de la Fama Carl Hubbell , que estuvo presente esa noche, dijo de Spahn: "Debería dedicar su cuerpo a la ciencia médica".
Spahn lanzó su primer juego sin hits contra los Philsfrlphis Phillies el 16 de septiembre de 1960, cuando tenía 39 años. Lanzó su segundo juego sin hits al año siguiente, el 28 de abril de 1961, contra los San Francisco Giants. En las últimas dos temporadas de su carrera, Spahn era el jugador activo de mayor edad en el béisbol. Perdió esta distinción por un solo día: el 25 de septiembre de 1965, cuando Satchel Paige, de 58 años, lanzó tres entradas. [20]
La habilidad aparentemente eterna de Spahn hizo que Stan Musial bromeara: "[Spahn] nunca entrará en el Salón de la Fama. No dejará de lanzar".

## Temporada final
El número 21 de Warren Spahn fue retirado por los Bravos de Milwaukee en 1965.
Después de la temporada de 1964, después de 25 años con la franquicia, los Bravos vendieron a Spahn a los Mets de Nueva York. [1] El mánager de los Bravos, Bobby Bragan , predijo: "Spahnie no ganará seis partidos con los Mets". Spahn asumió el doble papel de lanzador y entrenador de lanzadores. Spahn ganó cuatro y perdió 12, momento en el que los Mets pusieron a Spahn en waivers. [21] Fue puesto en exenciones el 15 de julio de 1965 y liberado el 22 de julio de 1965. Firmó con los Gigantes de San Francisco, con quienes apareció en su último juego de Grandes Ligas el 1 de octubre de 1965, a la edad de 44. [1] Con los Mets y los Giants combinados, ganó siete juegos en la temporada, el último en las Grandes Ligas. [1] Su número sería retirado por los Bravos más tarde ese año.

## Estadísticas de carrera
En una carrera de 22 temporadas en las Grandes Ligas, Spahn registró un récord de 363–245 de victorias y derrotas con 2,583 ponches y una efectividad de 3.09 en 5,243+2 ⁄ 3 entradas lanzadas , incluyendo 63 blanqueadas y 382 juegos completos . [1] El total de 363 victorias de su carrera ocupa el sexto lugar en la historia de las Grandes Ligas; también es la mayor cantidad de un lanzador que jugó toda su carrera en la era de la pelota viva posterior a 1920. [3] Spahn todavía tiene el récord de Grandes Ligas de más victorias en su carrera por un lanzador zurdo. [3] Sus 63 blanqueadas en su carrera es el total más alto en la era del balón vivo y el sexto más alto en general. [22]
Los 2.583 ponches de su carrera fueron la mayor cantidad de un lanzador zurdo en la historia de las Grandes Ligas hasta que fue superado por Mickey Lolich en 1975. Durante varias décadas, la placa del Salón de la Fama de Spahn contenía un error tipográfico, que le atribuía 2.853 ponches.

## Retiro
Spahn dirigió a los Tulsa Oilers durante cinco temporadas, ganando 372 partidos entre 1967 y 1971. Su club de 1968 ganó el campeonato de la Liga de la Costa del Pacífico. También fue entrenador de los Tigres de la Ciudad de México y lanzó varios juegos allí. Fue entrenador de pitcheo con los Indios de Cleveland , en las ligas menores de los Angelinos de California y durante seis años con el Hiroshima Toyo Carp de Japón .
Durante muchos años fue propietario y administró el gran Diamond Star Ranch al sur de Hartshorne, Oklahoma, antes de retirarse a vivir cerca de un campo de golf en Broken Arrow . [24] [25]

## Muerte
Spahn murió de causas naturales el 24 de noviembre de 2003 a los 82 años en su casa de Broken Arrow, Oklahoma. Está enterrado en el cementerio de Elmwood en Hartshorne. Después de su muerte, una calle recibió su nombre en Buffalo, Nueva York, que conecta Abbott Road con Seneca Street, a través de Cazenovia Park, en el corazón de South Buffalo. La calle está cerca de South Park High School, la alma mater de Spahn.
Unos meses antes de su muerte, Spahn asistió a la inauguración de una estatua fuera de Atlanta 's Turner Field. Cuando los Braves abandonaron Turner Field para mudarse a su actual hogar de Truist Park, la estatua se movió y ahora se encuentra fuera de ese estadio. La estatua representa a Spahn en medio de una de sus patadas. La estatua fue creada por Shan Gray, quien ha esculpido muchas otras estatuas de atletas que se encuentran en Oklahoma, incluidas otras dos de Spahn. Uno reside en el Oklahoma Sports Hall of Fame ubicado en Oklahoma City Bricktown Ballpark y el otro está ubicado en Hartshorne, Oklahoma en el Hartshorne Event Center.

## Trivia
- Premio Cy Young de 1957 con marca de : 21- 11, 2.59 ERA en 39 juegos.
- Récord hasta 2007 con más victorias (23) para un lanzador de más de cuarenta años (42).
- Fue líder de más victorias en ocho temporadas en la Liga Nacional.